# Dover (stacja metra)
Dover – naziemna stacja Mass Rapid Transit (MRT) w Singapurze, która jest częścią East West Line, w Dover.